# Pronous golfito
Pronous golfito là một loài nhện trong họ Araneidae.
Loài này thuộc chi Pronous. Pronous golfito được Herbert Walter Levi miêu tả năm 1995.